# 劉赤城
劉赤城（1930年12月—2019年5月14日），江蘇南通人，中國梅庵派、諸城派古琴演奏家，文化部認定的“国家级非物质文化遗产项目（古琴艺术）代表性传承人”之一，曾任梅庵琴社社長。

## 生平
1938年出生於江蘇南通的一個書香世家，五歲開始從父劉嵩樵學習古琴，八歲時已經可以彈奏《風雷引》和《平沙落雁》。後來師從徐立孫學習古琴。一般來說，徐立孫與其老師王燕卿被稱為梅庵派，但劉赤城認為王燕卿是諸城派，因而劉赤城被稱為諸城派傳人。
1958年進入首屆上海音樂學院民樂系古琴專業，和林友仁為同學。畢業後在安徽艺术学院教書，又參加過安徽省歌舞團從事古琴表演。後多次在全國各地演奏古琴。

## 作品

### 專輯
- 《名曲精萃》
- 《中国神韵》
- 《国乐大师：诸城派一代传人——刘赤城》
- 《梅庵真传》
- 《大师级——刘赤城古琴曲专辑》

## 外部連結
- bilibili上的劉赤城專訪